# Persone di nome Patrice
| Questa pagina contiene informazioni ricavate automaticamente dalle voci biografiche con l'ausilio del template Bio e di un bot. L'aggiornamento è periodico e automatico e ricostruisce completamente la pagina. Se manca una persona in questa lista, sei pregato di non aggiungerla, ma accertati piuttosto che la sua voce biografica contenga il template Bio e che i dati anagrafici siano correttamente compilati. Se il template Bio manca, inseriscilo tu stesso o, in alternativa, metti l'avviso {{tmp\|Bio}} che ne segnala la mancanza. Se i dati riportati sono sbagliati, correggi direttamente la voce biografica; le modifiche saranno visibili in questa lista entro pochi giorni. Per chiarimenti vedi il progetto antroponimi. La lista contiene solo le 53 persone che sono citate nell'enciclopedia e per le quali è stato implementato correttamente il template Bio. Pagina aggiornata al 16 ott 2024. |

Questa è una lista di persone presenti nell'enciclopedia che hanno il prenome Patrice, suddivise per attività principale.

## Allenatori di calcio(6)
- Patrice Beaumelle, allenatore di calcio francese (Arles, n. 1978)
- Patrice Bernier, allenatore di calcio e ex calciatore canadese (Brossard, n. 1979)
- Patrice Carteron, allenatore di calcio e ex calciatore francese (Saint-Brieuc, n. 1970)
- Patrice Eyraud, allenatore di calcio e ex calciatore francese (Tolone, n. 1967)
- Patrice Garande, allenatore di calcio e ex calciatore francese (Oullins, n. 1960)
- Patrice Neveu, allenatore di calcio e ex calciatore francese (Pré-Saint-Évroult, n. 1954)

## Allenatori di hockey su ghiaccio(1)
- Patrice Lefebvre, allenatore di hockey su ghiaccio e ex hockeista su ghiaccio canadese (Montréal, n. 1967)

## Attrici(3)
- Patrice Donnelly, attrice e ex ostacolista statunitense (San Diego, n. 1950)
- Patrice Martinez, attrice statunitense (Albuquerque, n. 1963 - Burbank, † 2018)
- Patrice Wymore, attrice e cantante statunitense (Miltonvale, n. 1926 - Parrocchia di Portland, † 2014)

## Autori di videogiochi(1)
- Patrice Désilets, autore di videogiochi canadese (Saint-Jean-sur-Richelieu, n. 1974)

## Bassisti(1)
- Patrice Guers, bassista francese (Annecy, n. 1969)

## Biatleti(1)
- Patrice Bailly-Salins, biatleta francese (Morez, n. 1964)

## Calciatori(9)
- Patrice Ferri, ex calciatore francese (Lione, n. 1963)
- Patrice Feussi, ex calciatore camerunese (Bafoussam, n. 1986)
- Patrice Lecornu, calciatore francese (Flers, n. 1958 - † 2023)
- Patrice Loko, ex calciatore francese (Sully-sur-Loire, n. 1970)
- Patrice Luzi, ex calciatore francese (Ajaccio, n. 1980)
- Kabamba Musasa, calciatore della Repubblica Democratica del Congo (Kinshasa, n. 1982)
- Patrice Rio, ex calciatore francese (Le Petit-Quevilly, n. 1948)
- Patrice Zéré, ex calciatore ivoriano (Issia, n. 1970)
- Patrice Evra, ex calciatore senegalese (Dakar, n. 1981)

## Canoisti(1)
- Patrice Estanguet, ex canoista francese (Pau, n. 1973)

## Ciclisti su strada(1)
- Patrice Halgand, ex ciclista su strada francese (Saint-Nazaire, n. 1974)

## Contrabbassisti(1)
- Patrice Caratini, contrabbassista, compositore e direttore d'orchestra francese (Neuilly-sur-Seine, n. 1946)

## Danzatori su ghiaccio(1)
- Patrice Lauzon, ex danzatore su ghiaccio canadese (Montréal, n. 1975)

## Doppiatrici(1)
- Pat Musick, doppiatrice statunitense (Saint Louis, n. 1949)

## Hockeisti su ghiaccio(1)
- Patrice Bergeron, ex hockeista su ghiaccio canadese (L'Ancienne-Lorette, n. 1985)

## Imprenditori(1)
- Patrice Motsepe, imprenditore sudafricano (Soweto, n. 1962)

## Modelle(1)
- Patrice Hollis, modella statunitense (Las Vegas, n. 1981)

## Musicisti(1)
- Patrice, musicista tedesco (Kerpen-Brueggen, n. 1979)

## Pianiste(1)
- Patrice Rushen, pianista e cantautrice statunitense (Los Angeles, n. 1954)

## Politici(3)
- Patrice Lumumba, politico congolese (Repubblica Democratica del Congo) (Onalua, n. 1925 - Katanga, † 1961)
- Patrice Talon, politico e imprenditore beninese (Ouidah, n. 1958)
- Patrice Trovoada, politico saotomense (Libreville, n. 1962)

## Produttori cinematografici(1)
- Patrice Haddad, produttore cinematografico francese (Parigi, n. 1957)

## Registi(2)
- Patrice Chéreau, regista, sceneggiatore e attore francese (Lézigné, n. 1944 - Parigi, † 2013)
- Patrice Leconte, regista, attore e fumettista francese (Parigi, n. 1947)

## Rugbisti a 15(1)
- Patrice Lagisquet, ex rugbista a 15 e allenatore di rugby a 15 francese (Arcachon, n. 1962)

## Scenografi(1)
- Patrice Vermette, scenografo canadese (Montréal, n. 1970)

## Schermidori(2)
- Patrice Gaille, ex schermidore svizzero (n. 1956)
- Patrice Lhotellier, ex schermidore francese (Romilly-sur-Seine, n. 1966)

## Sciatori alpini(4)
- Patrice Bianchi, ex sciatore alpino francese (Bourg-Saint-Maurice, n. 1969)
- Patrice Ciprelli, ex sciatore alpino francese (n. 1955)
- Patrice Manuel, ex sciatore alpino e sciatore freestyle francese (n. 1974)
- Patrice Pellat-Finet, ex sciatore alpino francese (Villard-de-Lans, n. 1952)

## Scrittrici(2)
- Patrice Chaplin, scrittrice e sceneggiatrice britannica (n. 1940)
- Pat Murphy, scrittrice statunitense (Spokane, n. 1955)

## Soprani(1)
- Patrice Munsel, soprano statunitense (Spokane, n. 1925 - Schroon Lake, † 2016)

## Storici(1)
- Patrice Gueniffey, storico francese (n. 1955)

## Tennisti(2)
- Patrice Beust, ex tennista francese (Bois-le-Roi, n. 1944)
- Patrice Dominguez, tennista francese (Algeri, n. 1950 - Parigi, † 2015)

## Senza attività specificata(1)
- Patrice Bart, ex ballerino e coreografo francese (Parigi, n. 1945)